# The Birds (britische Band)
The Birds waren eine britische R&B-Band, die Mitte der 1960er Jahre populär war. Sie wurden mit so bekannten Gruppen wie The Who, The Yardbirds und The Kinks verglichen, jedoch gelang ihnen kein Top-Hit in den Charts. Sie sollten nicht mit der US-Band The Byrds verwechselt werden.

## Bandgeschichte
Ron Wood (Gitarre, Mundharmonika, Gesang), Tony Munroe (Gitarre, Gesang) und Kim Gardner (Bass) wuchsen im Londoner Viertel Yiewsley auf. Zusammen mit dem Schlagzeuger Bob Langham – für ihn kam später Pete McDaniels – und dem Sänger Ali McKenzie gründeten sie 1964 eine Band, die sich zunächst „The Thunderbirds“ nannte, dann jedoch den Namen auf „The Birds“ verkürzte. Sie spielten harten Rhythm and Blues. Nach einem Auftritt bei Ready Steady Go bekamen sie eine Plattenvertrag bei Decca, und sie veröffentlichten Ende 1964 und Anfang 1965 zwei Singles.
Die Birds waren als Live-Band erfolgreich – sie wurden auf Konzertankündigungen vor den Pretty Things und den Tridents mit Jeff Beck gelistet –, ihre Singles floppten jedoch. Ein Grund war der große Erfolg der US-amerikanischen Byrds, die 1965 mit Mr. Tambourine Man die Charts stürmten. Nach der dritten Single im Oktober 1965 endete der Vertrag mit Decca.
Die Birds wechselten zu Reaction Records, doch die Single Say Those Magic Words kam wegen vertraglicher Dispute erst mit großer Verspätung auf den Markt. Die Band nannte sich jetzt „The Birds Birds“. Sie hatten einen Auftritt in dem Horrorfilm Die tödlichen Bienen. Doch der Zerfall der Gruppe war nicht mehr aufzuhalten. Ron Wood ging zur Jeff Beck Group und landete nach einigen Stationen bei den Rolling Stones. Kim Gardner wurde wenig später mit Ashton, Gardner & Dyke bekannt.

## Diskografie

### Singles
- November 1964: Youʼre On My Mind (Ronnie Wood) / You Donʼt Love Me (You Donʼt Care)  (Ellas McDaniel) (Decca F 12031) – Produzent: Franklyn Boyd
- April 1965: Leaving Here  (Holland–Dozier–Holland) / Next in Line (Ronnie Wood) (Decca F 12140) – Produzent: Franklyn Boyd; Britische Singlecharts Platz 45
- Oktober 1965: No Good Without You Baby (William „Mickey“ Stevenson) / How Can It Be?  (Ronnie Wood) (Decca F 12257) – Produzent: Franklyn Boyd
- September 1966: Say Those Magic Words (Bob Feldman, Doc Pomus, Jerry Goldstein, Mort Shuman, Richard Gottehrer) / Daddy Daddy (Ronnie Wood/Tony Munroe) (als „The Birds Birds“, Reaction 591 005)